# Martí Crespí
Martín Crespí Pascual (La Puebla, Baleares, 15 de junio de 1987) es un exfutbolista español que jugaba de defensa.

## Trayectoria
Se formó en las categorías inferiores del R. C. D. Mallorca y debutó en el fútbol profesional con 20 años en el Granada 74 Club de Fútbol, donde jugó cedido en la temporada 2007-08. La temporada siguiente fue prestado al Xerez C. D., con el que logró ascender a Primera División. Acumuló una nueva cesión en la campaña 2009-10 en el Elche C. F. antes de regresar al conjunto balear.
Tras dos temporadas en Primera División, se marchó al Chornomorets de Odessa ucraniano, club en el que permaneció un año y medio hasta aceptar la propuesta del Real Racing Club de Santander. En verano de 2013 firmó por el C. E. Sabadell en el que jugó durante dos temporadas en Segunda División.
En 2015 inició un periplo en el fútbol asiático que tuvo su primera parada en China en los equipos del Qingdao Huanghai y Nei Mongol Zhongyou y continuó en la India con Delhi Dynamos y East Bengal. 
En febrero de 2021, tras seis años en el extranjero, regresó al fútbol español tras comprometerse con el Barakaldo C. F. A finales de agosto del mismo año, tras algunas semanas entrenándose con el equipo, firmó con el San Fernando C. D. Estuvo una temporada, y en junio de 2022 se fue al Atlético Sanluqueño C. F. En su primer año ayudó al club a regresar a la Primera Federación, categoría en la que compitió la primera mitad de la siguiente campaña antes de acordar la rescisión de su contrato. Entonces fichó por la U. D. Poblense con el objetivo de ascender a Segunda Federación.

## Clubes
Equipos y años en los que ha jugado:
| Club                      | País    | Año       |
| ------------------------- | ------- | --------- |
| R. C. D. Mallorca "B"     | España  | 2006-2008 |
| Granada 74 C. F. (cedido) | España  | 2007-2008 |
| R. C. D. Mallorca         | España  | 2008-2012 |
| Xerez C. D. (cedido)      | España  | 2008-2009 |
| Elche C. F. (cedido)      | España  | 2009-2010 |
| Chornomorets de Odessa    | Ucrania | 2012-2013 |
| Racing de Santander       | España  | 2013      |
| C. E. Sabadell F. C.      | España  | 2013-2015 |
| Qingdao Huanghai          | China   | 2016-2018 |
| Nei Mongol Zhongyou       | China   | 2018      |
| Odisha F. C.              | India   | 2018-2019 |
| East Bengal               | India   | 2019-2020 |
| Barakaldo C. F.           | España  | 2021      |
| San Fernando C. D.        | España  | 2021-2022 |
| Atlético Sanluqueño C. F. | España  | 2022-2024 |
| U. D. Poblense            | España  | 2024      |